# Arabella maculifera
Arabella maculifera är en ringmaskart som först beskrevs av Grube 1878.  Arabella maculifera ingår i släktet Arabella och familjen Oenonidae. Inga underarter finns listade i Catalogue of Life.